# Patrice Denamo
Patrice Denamo, dit Patris ou Merlusse, né en Italie, est un raseteur français, vainqueur de la Cocarde d'or.

## Biographie
Connu pour sa maigreur, on l'appelait aussi « fil-de-fer ».

### Palmarès
- Cocarde d'or : 1934[1]